# 740年代
740年代（ななひゃくよんじゅうねんだい）は、西暦（ユリウス暦）740年から749年までの10年間を指す十年紀。

## できごと

### 740年
- 聖武天皇、東大寺大仏建立を発願。藤原広嗣の乱。

### 741年
- 聖武天皇、国分寺建立の詔。
- 東ローマ帝国皇帝にコンスタンティノス5世・コプロニュモスが即位 (在位741年 - 775年)。

### 743年
- 聖武天皇、墾田永年私財法を施行。大仏建立の詔。

### 744年
- 東突厥滅亡。

### 745年
- 唐の玄宗が楊太真を貴妃とする（楊貴妃）。
- テオドロス、エルサレム総主教に就任（フェオドル。在位745 - 770年)。

### 749年
- 聖武天皇譲位し、孝謙天皇即位する。